# District de Nawalparasi
Le district de Nawalparasi – en népalais : नवलपरासी जिल्ला – était l'un des 75 districts du Népal, rattaché à la zone de Lumbinî et à la région de développement Ouest. La population du district s'élevait à 643 508 habitants en 2011.
À la suite de la création des provinces introduite par la constitution népalaise de 2015, le district fut séparé en deux :
- Nawalpur rattaché à la province de Gandaki
- Parasi  rattaché à la province de Lumbini